# 1888 in Italia

## Situazione

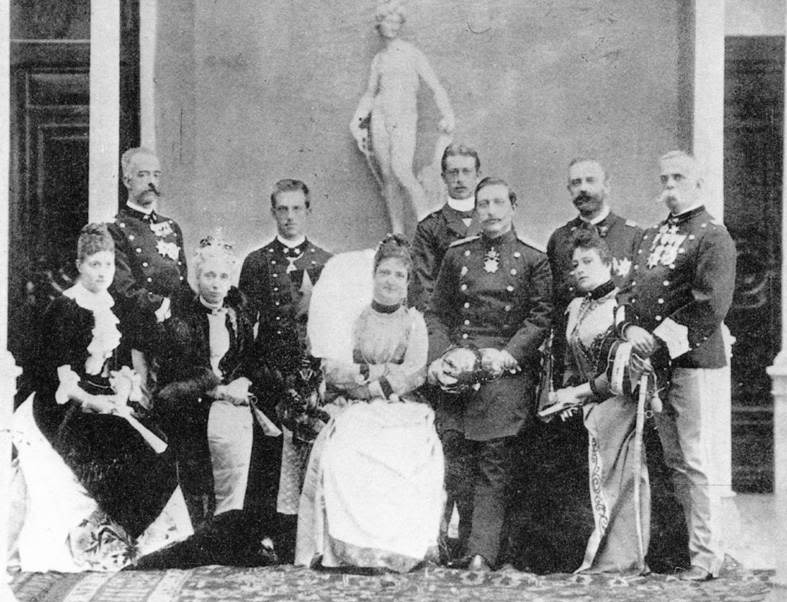
La famiglia reale del 1888

- Sul trono siede Umberto I (1878–1900)
- Il presidente del consiglio è Francesco Crispi (1887–1891)

- La popolazione totale del Regno nel 1888 (nei confini dell'epoca) era di 31 160 000 abitanti.[1]
- L'aspettativa di vita nel 1888 era di 37,0 anni[2].

- 296 631 Italiani lasciano il paese. Nel Sud  l’emigrazione arriva a ca. 135 000 persone,  tre volte rispetto al 1861[3].

- Francesco Crispi intraprende una serie di riforme istituzionali: amplia il corpo elettorale per le elezioni amministrative, introduce i tribunali amministrativi a tutela dei cittadini nei rapporti con la pubblica amministrazione, fa approvare un nuovo Codice penale (Codice Zanardelli, 1889). Allo stesso tempos, dà alla politica straniera un carattere più aggressiva e assume un atteggiamento risoluto nei confronti della Francia[3].

La Triplice Alleanza impegnò l'Italia in una possibile guerra con la Francia, richiedendo un enorme aumento delle già ingenti spese militari italiane, rendendo l'alleanza impopolare in Italia.
Nell'ambito della sua politica estera antifrancese, Crispi nel 1888 iniziò una guerra tariffaria con la Francia
Nell'ambito della sua politica estera antifrancese, nel 1888 Crispi iniziò una guerra tariffaria con la Francia.
La guerra commerciale franco-italiana fu un disastro economico per l'Italia che in un periodo di dieci anni costò due miliardi di lire in esportazioni perse e si concluse nel 1898 con l'accordo degli italiani di porre fine alle tariffe sui prodotti francesi in cambio della fine delle tariffe francesi sui prodotti italiani.

## Avvenimenti

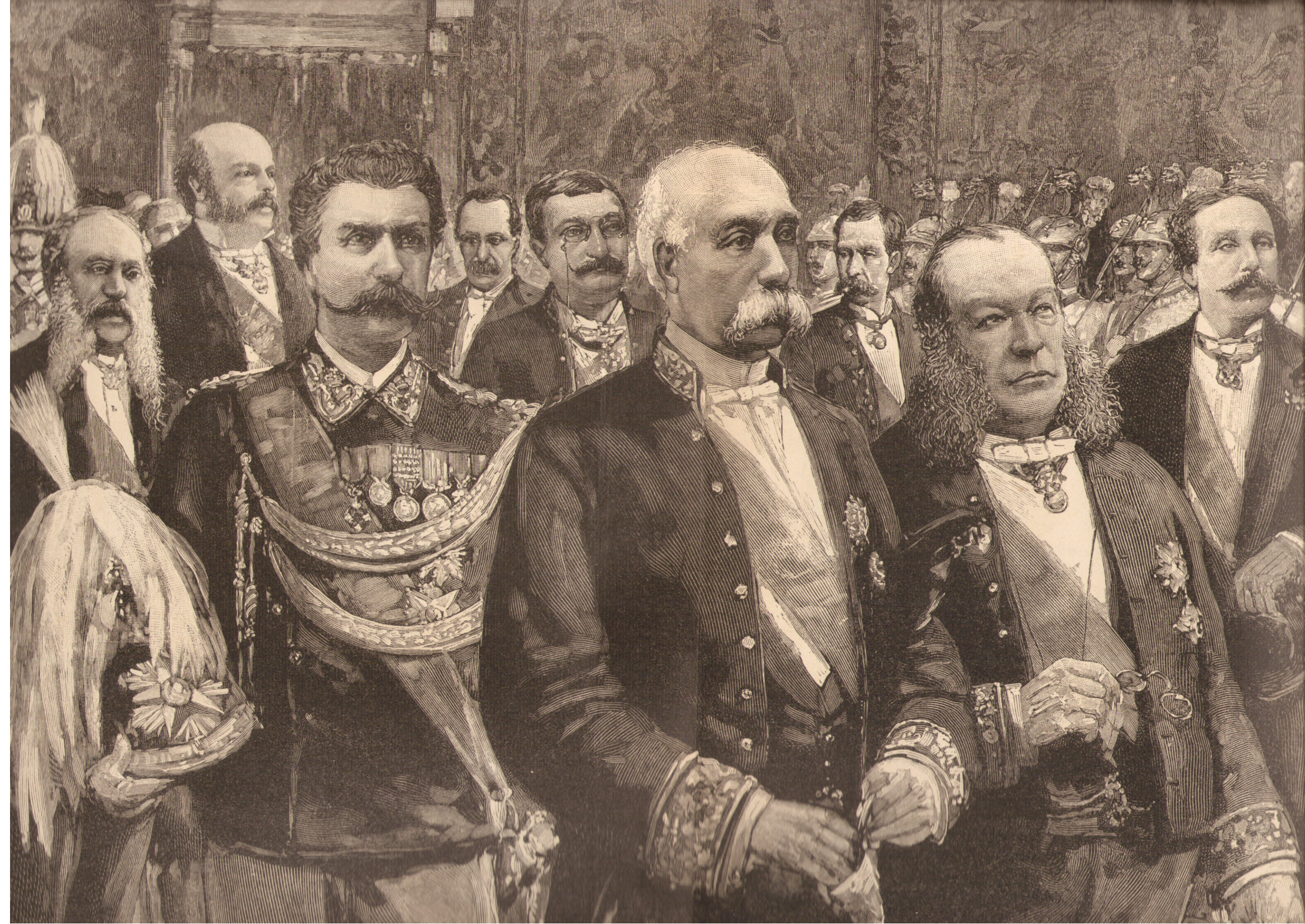
Francesco Crispi e i suoi ministri al palazzo del Quirinale alla festa del Capodanno 1888.

- 1° febbraio: a Berlino, a seguito di una conferenza degli stati maggiori, viene firmata una convenzione militare tra Italia e Germania contro la Francia[7].

Se la Triplice Alleanza fosse entrata in guerra con Francia e Russia, lo sforzo principale dell'Italia sarebbe stato quello di inviare cinque corpi d'armata e tre divisioni di cavalleria a combattere sul Reno. Un'indiscrezione alla corte italiana rivelò l'esistenza della convenzione ai francesi e la delegazione che stava negoziando un accordo commerciale franco-italiano lasciò immediatamente Roma, dichiarando che nessun trattato commerciale sarebbe stato firmato finché l'Italia fosse rimasta nella Triplice Alleanza.
- 27 febbraio: a seguito del fallimento dei negoziati per il rinnovo delle relazioni commerciali tra Francia e Italia, il parlamento francese approva maggiorazioni speciali applicabili all'entrata dei prodotti italiani

Il 29 febbraio, il governo italiano aumentò i dazi sulle merci francesi del 50%. Segue una guerra di tariffe (finirà il 1° gennaio 1890).
La guerra commerciale tra i due Paesi coincide con l'inizio di una lunga crisi economica che avrà gravi conseguenze sull'agricoltura del Sud (olio, vino, frutta e verdura).
Gli effetti a breve termine della guerra tariffaria sarebbero stati drammatici: "Il commercio tra i due paesi si dimezzò. Le esportazioni italiane verso la Francia diminuirono da una media di 444 milioni di lire nel 1881-87 a una media di 165 milioni di lire nel 1888-90; la quota francese delle esportazioni italiane scese dal 41% al 18%. Le importazioni dalla Francia diminuirono da 307 milioni a 164 milioni di lire. Solo circa un terzo del mercato di esportazione perso poté essere recuperato altrove. Seta e vino furono particolarmente colpiti, sebbene le esportazioni di riso, prodotti lattiero-caseari e bestiame subirono tutte un duro colpo."
- 12 giugno: congresso internazionale degli studenti per gli 800 anni dell'università di Bologna[11].

In occasione dei festeggiamenti, Giosuè Carducci pronunciò un solenne discorso.
- 20 giugno: è pubblicata l'enciclica Libertas Præstantissimum di Leone XIII sulla libertà umana[12].

- 30 giugno: le due camere approvano il Codice penale (Codice Zanardelli), che entrerò in vigore il 1º gennaio 1890[13] [14]. Il codice abolisce la pena di morte, (ancora in vigore nei principali Stati europei)[15] per tutti i reati, con l'eccezione di alcuni reati militari in tempo di guerra, e consentiva la libertà di sciopero, in condizioni non-violente e anti-intimidatorie.

- luglio: truppe italiane del generale Antonio Baldissera iniziano le operazioni per ampliare i possedimenti coloniali italiani nell'Eritrea italiana. Partendo dalla già acquisita Massaua presero di mira le città dell'altopiano: Cheren e Asmara.

- 8 agosto: ha luogo la battaglia di Saganèiti, uno scontro combattuto tra truppe italiane e truppe irregolari abissine. La battaglia portò alla distruzione dell'unità italiana schierata a Saganèiti. La sconfitta, seppur di lieve entità, suscitò pesanti critiche nei confronti del generale Baldissera[16].

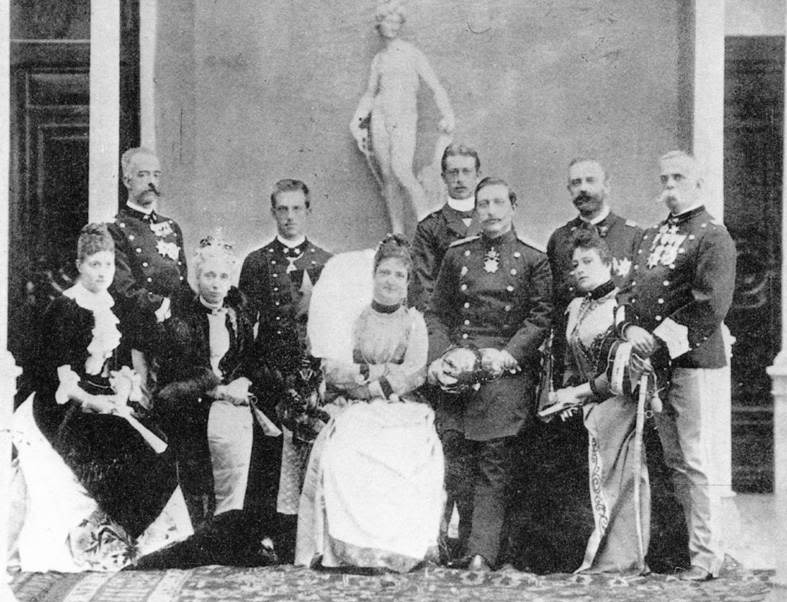
La famiglia reale italiana alla visita di Stato del Kaiser Guglielmo II a Roma

- 11 ottobre: Umberto I riceve a Roma l’imperatore tedesco Guglielmo II in visita ufficiale di Stato.

Visitare il re d'Italia Umberto I a Roma sarebbe stato considerato come un riconoscimento del suo diritto a governare la Città Santa, mentre il Vaticano non riconosceva il diritto del re d'Italia a governare a Roma. Per smorzare la situazione, Guglielmo II il giorno successivo incontrò anche papa Leone XIII.
- 17 ottobre: a Castellammare di Stabia viene varata la nave da battaglia Re Umberto.

- 22 dicembre: il governo Crispi promulga la prima legge italiana per il sistema sanitario nazionale che, tra le altre cose, prevedeva la cremazione[18] dopo una pandemia di colera nel 1884-1885 che uccise circa 50.000 persone[19][20], con una grave epidemia nella città di Napoli nell'agosto-settembre 1884, che uccise 8.000 persone[21][22]

- 30 dicembre: il governo Crispi emana la prima legge italiana che introdusse timide norme sulla tutela dei migranti per regolamentare la crescente emigrazione italiana.

La legge sull'emigrazione del 1888, nota come legge Crispi sull'emigrazione, proclamò la libertà di emigrare, a condizione che coloro che intendevano partire fossero in regola con la leva militare. Regolamentò le attività degli agenti di emigrazione e il contratto di trasporto marittimo.
Le donne sposate potevano partire, ma solo con il consenso del marito.
L'emigrazione transatlantica era aumentata da circa 20.000 all'anno prima del 1879 a 130.000 nel 1887 e a quasi 300.000 nel 1888.

## Cultura

### Architettura
- viene costruito il mattatoio di Roma, su progetto di Gioacchino Ersoch.
- sempre a Roma è inaugurata la Galleria Sciarra.

### Letteratura
Sono pubblicati:
- Documenti umani, raccolta di racconti di Federico De Roberto.
- Il cappello del prete, romanzo di Emilio De Marchi, annoverato fra gli antenati del genere giallo.
- Il mistero del poeta, romanzo di Antonio Fogazzaro.
- Mastro Don Gesualdo, romanzo di Giovanni Verga, che esce a puntate sulla Nuova Antologia dal 1º luglio al 16 dicembre 1888.

### Musica
- è pubblicata 'E spingule francese, versi di Salvatore di Giacomomusicato da Enrico De Leva.

### Numismatica
- esce la Rivista italiana di numismatica una pubblicazione specialistica a cadenza annuale. È la più antica rivista scientifica di numismatica italiana ancora pubblicata.

### Teatro
- 7 gennaio: prima di Miseria e nobiltà, commedia in tre atti di Eduardo Scarpetta, al Teatro Mercadante di Napoli[25].